# Bằng chứng thép III
Bằng chứng thép III (tựa gốc: 法證先鋒III, tên tiếng Anh: Forensic Heroes III, tên khác: Pháp chứng tiên phong III) là bộ phim truyền hình Hồng Kông, thuộc thể loại trinh thám, giật gân của đài TVB có sự góp mặt của Lê Diệu Tường, Trương Khả Di, Ngô Trác Hy, Từ Tử San, Hồ Định Hân, Tiêu Chính Nam, Nguyên Hoa. Mai Tiểu Thanh làm giám chế, ra mắt năm 2011.
Bằng chứng thép III là phần 3 trong loạt phim Bằng chứng thép, nhưng không có cốt truyện liên quan phần 1, 2 và 4. Đây là bộ phim của TVB có tỷ suất người xem cao nhất năm 2011.

## Nội dung
Bộ phim kể về sự hợp tác chặt chẽ của nhân viên pháp chứng, bác sĩ pháp y và cảnh sát để giải quyết những vụ án gay go nhất. Họ sử dụng công nghệ pháp chứng tiên tiến nhất kết hợp cùng khoa học pháp y và những suy luận logic, để điều tra phá án và duy trì công lý, đưa tội phạm ra trước pháp luật. Không chỉ hấp dẫn bởi những vụ án kịch tính, phần 3 của series phim hình sự ăn khách của TVB còn mang đến những câu chuyện tình yêu lãng mạn, thi vị.
Nhân viên pháp chứng cấp cao Bố Quốc Đống (Lê Diệu Tường), hay còn được biết đến với cái tên Sếp Pro, là người đứng đầu Phòng Khoa học Pháp chứng và có kỹ năng phân tích tâm lý tội phạm. Anh có một cái nhìn độc đáo về bản chất con người và quen thuộc với cấu trúc của các loại súng khác nhau. Sếp Pro hợp tác chặt chẽ với Bác sĩ pháp y cao cấp Mandy Chung (Trương Khả Di ) trong nhiều lĩnh vực bao gồm tâm lý học, nhân chủng học, tội phạm học và khoa học pháp y.
Thanh tra cao cấp của Tổ trọng án Ada Lăng Sảnh Nhi (Từ Tử San) và cảnh sát Wind Lý Triển Phong (Ngô Trác Hy), làm việc cùng nhau và phá nhiều vụ án giết người. Mối quan hệ của họ đi từ những người bạn tốt anh em sau đó trở thành một cặp tình nhân.
Bộ phim có 11 vụ án, các nhân viên pháp chứng, bác sĩ pháp y và cảnh sát phối hợp với nhau để giải quyết những vụ án này. Góc nhìn trong phần ba này rộng hơn nhiều so với hai phần trước với những quan điểm pháp luật bên cạnh pháp chứng.

## Diễn viên

### Tổ Pháp Chứng (Hong Kong General Laboratory)
Lưu ý: Hong Kong General Laboratory thực chất ở Hồng Kông là Government Laboratory.
| Diễn viên         | Vai                        | Quan Hệ                                                                                               | Diễn viên lồng tiếng |
| Lê Diệu Tường     | Bố Quốc Đống (Sếp Pro)     | Nhân viên Xét nghiệm cao cấp Chồng cũ của Châu Dịch Phi Bố của Bố Gia Văn,bạn trai của Chung Hồng Tâm | Bá Nghị              |
| Tiêu Chính Nam    | Hà Chính Dân (Ken)         | Nhân viên Khoa học giám chứng Oan gia, bạn trai của Tưởng Trác Quân                                   | Nguyễn Vinh          |
| Trần Nhân Mỹ      | Tưởng Trác Quân (Angel)    | Nhân viên Khoa học giám chứng Oan gia, bạn gái của Hà Chính Dân                                       | Minh Huyền           |
| Tưởng Chí Quang   | Du Kiện Bảo (Paul)         | Chủ nhiệm Khoa học giám chứng                                                                         | Huy Hồ               |
| Trương Cảnh Thuần | Lưu Văn Kiệt (Eric)        | Nhân viên Khoa học giám chứng                                                                         | Thành Nhân           |
| Tạ Đông Mẫn       | Nguyễn Chí Hùng (Lawrence) | Nhân viên Khoa học giám chứng                                                                         | Huy Hồ               |
| Dương Triều Khải  | Lương Tử Hào (Gary)        | Nhân viên Khoa học giám chứng                                                                         | Thế Thanh            |
| Lý Vĩ Kiện        | Trương Tuấn Nặc            | Nhân viên Tổ Giám Định Thu thập vân tay                                                               |                      |
| Lý Quân Nghiêm    | Huỳnh Thục Như (Rosie)     | Thư ký của Tổ Pháp Chứng                                                                              | Ý Nhi                |

### Tổ Pháp Y (Kwai Chung Public Mortuary)
| Diễn viên     | Vai                   | Quan hệ                                                                              | Diễn viên lồng tiếng |
| Trương Khả Di | Chung Học Tâm (Mandy) | Pháp Y Bạn tốt của Phương Thế Hữu Cấp trên của Tôn Gia Hiên bạn gái của Bố Quốc Đống | Tuyết Nương          |
| La Quân Mãn   | Tôn Gia Hiên (Sunny)  | Pháp Y Cấp dưới của Chung Học Tâm                                                    | Thế Thanh            |

### Tổ Trọng Án Tây Cửu Long
| Diễn viên       | Vai                   | Quan hệ                                                                         | Diễn viên lồng tiếng |
| Huỳnh Tử Hùng   | Cao Vĩ Hùng (Jason)   | Tổng thanh tra                                                                  | Thế Thanh            |
| Từ Tử San       | Lăng Sảnh Nhi (Ada)   | Thanh tra cao cấp Cấp dưới của Cao Vĩ Hùng Cấp trên, bạn gái của Lý Triển Phong | Bích Ngọc            |
| Ngô Trác Hy     | Lý Triển Phong (Wind) | Cảnh sát trưởng Cấp dưới của Cao Vĩ Hùng Cấp dưới, bạn trai của Lăng Sảnh Nhi   | Thành Nhân           |
| Thẩm Chấn Hiên  | Lê Minh Vĩ            | Nhân viên Tổ Trọng Án                                                           | Huy Hồ               |
| Đặng Vĩnh Kiện  | Lâm Khang Tán         | Nhân viên Tổ Trọng Án                                                           | Huy Hồ               |
| Trần Chí Kiện   | Hồ Thiện Hành         | Nhân viên Tổ Trọng Án                                                           | Nguyễn Vinh          |
| Thẩm Trác Doanh | Lý Gia Lộ             | Nhân viên Tổ Trọng Án                                                           | Minh Hương           |

### Các diễn viên khác
| Diễn viên         | Vai                   | Quan hệ | Diễn viên lồng tiếng |
| Hồ Định Hân       | Châu Dịch Phi (Eva)   | Đại luật sư Vợ cũ của Bố Quốc Đống Mẹ của Bố Gia Văn                                                           | Ý Nhi                |
| Trần Triển Bằng   | Phương Thế Hữu (Jim)  | Nhà tâm lý học Bạn tốt của Chung Học Tâm                                                                       | Nguyễn Vinh          |
| Nguyên Hoa        | Bố Thuận Hưng         | Cha của Bố Quốc Đống                                                                                           | Thế Thanh            |
| Châu Thông        | Chung Bác Sử          | Ông nội của Chung Học Tâm                                                                                      | Huy Hồ               |
| Trần Thi Tuệ      | Bố Gia Văn            | Con gái của Bố Quốc Đống và Châu Dịch Phi Sau này, khi Châu Dịch Phi chết, Chung Học Tâm làm mẹ của Bố Gia Văn | Bích Ngọc            |
| Hàn Mã Lợi        | Trương Phụng Bình     | Mẹ của Lăng Sảnh Nhi                                                                                           | Ý Nhi                |
| Lữ San            | Tiền Mậu Anh (Ella)   | Mẹ của Lý Triển Phong                                                                                          | Minh Hương           |
| Thang Doanh Doanh | Rebecca               | Mẹ của Phương Tiểu Linh                                                                                        | Minh Hương           |
| Lương Vĩ Hân      | Phương Tiểu Linh      | Con gái của Rebecca Bạn của Bố Gia Văn                                                                         | Tuyết Nương          |
| Du Biểu           | Phương Học Cần        | Đồ đệ của Bố Thuận Hưng Sư phụ thiết đả tại Thiết đả quán                                                      | Nguyễn Vinh          |
| Trịnh Thứ Phong   | Raymond               | Chồng sau của Trương Phụng Bình Cha dượng của Lăng Sảnh Nhi                                                    | Bá Nghị              |
| Lý Hưng Hoa       | La Gia Hối (Wesley)   | Luật sư | Thành Nhân           |
| Dương Anh Vĩ      | Dương Vĩ Đạt (Martin) | Luật sư | Thế Thanh            |
| Lạc Ứng Quần      | Hoa Long Sinh         | Chủ tịch Tập đoàn Hoa thị                                                                                      | Thế Thanh            |

## Một số vụ án trong phim

### Vụ án 1: XẢ SÚNG TRONG HÔN LỄ (tập 1-3)
| Diễn viên         | Vai                        | Quan hệ | Diễn viên lồng tiếng |
| Lê Nặc Ý          | Mạch Vĩnh Phú (Vic)        | Hôn phu của Ann Tình nhân đồng tính của Vincent                                                             | Nguyễn Vinh          |
| Lưu Đan           | Tào Cảnh Thiêm             | Ba của Ann Hung thủ giết chết Ann (thực ra, ông muốn giết Vic nhưng bắn không đúng chỗ nên đã kết liễu Ann) | Huy Hồ               |
| Câu Vân Tuệ       | Tào Lệ Mỹ (Ann)            | Hôn thê của Vic Con gái Tào Cảnh Thiêm Nạn nhân                                                             | Minh Hương           |
| Thái Kỳ Tuấn      | Thái Tuấn (Vincent)        | Phù rể tiệc cưới Tình nhân đồng tính của Vic                                                                | Huy Hồ               |
| La Thiên Trì      | Trương Chí Uy (Nguyên Khờ) | Tên cướp Bị thương                                                                                          |                      |
| Hà Vĩ Nghiệp      | phương Văn Tinh            | Cảnh sát | Huy Hồ               |
| Thiệu Trác Nghiêu | Mạc Hạo Lương              | Tên cướp Nạn nhân                                                                                           |                      |
| Lục Tuấn Quang    | Trần Quyền                 | Tên cướp Nạn nhân                                                                                           |                      |
| Thẩm Khả Hân      | Tiền Thục Nghiên (Linda)   | Nhân viên nhà hàng tiệc cưới                                                                                | Minh Hương           |
| Lâm Thục Mẫn      | Vương Trường Linh          | Tên cướp X Chị gái Vương Trường Chí                                                                         | Minh Hương           |
| Lương Chứng Gia   | Vương Trường Chí           | Em trai Vương Trường Linh Nhân viên nhà hàng sushi Kim Tam Trường                                           | Thành Nhân           |

### Vụ án 2: CÔ GÁI THIÊN NHÃN (tập 3-7)
| Diễn viên         | Vai                   | Quan hệ                                                                   | Diễn viên lồng tiếng |
| Nhạc Đồng         | Huỳnh Gia Mẫn         | Mệnh danh "Cô gái thiên nhãn"                                             | Minh Hương           |
| Lý Quốc Lân       | Lục Chấn Quang        | Biệt hiệu "Quang Minh Cư sĩ" Có hành vi giao cấu với Huỳnh Gia Mẫn        | Huy Hồ               |
| Trương Quốc Cường | Kim Đại Nhậm          | Sư phụ huyền cơ Có gian díu với Trương Mỹ Phân                            | Thế Thanh            |
| Giản Mộ Hoa       | Trương Mỹ Phân        | Vợ của Quách Phú Hoa Có gian díu với Kim Đại Nhậm                         | Minh Hương           |
| Đặng Anh Mẫn      | Quách Phú Hoa         | Tổng giám đốc Tập đoàn Xí nghiệp Hoằng Hạo Thiên Chồng của Trương Mỹ Phân | Thành Nhân           |
| Cao Hải Ninh      | Lâm Viên Viên (Tracy) | Giám đốc đối ngoài Công ty Hoằng Hạo Thiên Nhân tình của Quách Phú Hoa    | Minh Hương           |
| Lý Thiên Tường    | Chu Vĩnh Cường        | Hôn phu của Thẩm Bách Chi                                                 | Thế Thanh            |
| Tăng Mẫn          | Thẩm Bách Chi         | Hôn thê của Chu Vĩnh Cường Con gái của Lý Nguyệt Nga                      |                      |
| Trương Quắc Anh   | phương Minh Tư        | Mợ của Hoàng Gia Mẫn                                                      | Ý Nhi                |
| Phan Lệ Thi       | Lý Nguyệt Nga         | Mẹ của Thẩm Bách Chi                                                      |                      |
| Ngô Hương Luân    | Phan Mỹ Vân           | Dân làng                                                                  | Ý Nhi                |

### Vụ án 3: PHI TANG XÁC TRONG CONTAINER (tập 7-9)
| Diễn viên      | Vai                        | Quan hệ                                                                                 | Diễn viên lồng tiếng |
| Quách Phong    | Phùng Sơ Cửu (Quản lý Cửu) | Khách trọ của Từ Thế Đạt Mặc dù không giết Từ Thế Đạt, nhưng đã xử lý thi thể phi pháp. | Nguyễn Vinh          |
| Lý Thành Xương | Cổ Vĩnh Cường              | Khách trọ của Từ Thế Đạt Mặc dù không giết Từ Thế Đạt, nhưng đã xử lý thi thể phi pháp. | Huy Hồ               |
| Âu Ái Linh     | Trần Ngọc Minh             | Khách trọ của Từ Thế Đạt Mặc dù không giết Từ Thế Đạt, nhưng đã xử lý thi thể phi pháp. | Ý Nhi                |
| Trần Địch Khắc | Từ Thế Đạt                 | Chủ trọ Nạn nhân (Tai nạn)                                                              | Huy Hồ               |
| Ôn Gia Vỹ      | Từ Vĩnh Lập                | Cháu của Từ Thế Đạt                                                                     | Thành Nhân           |
| Hứa Bích Cơ    | Thím Bảy                   | Hàng xóm                                                                                | Tuyết Nương          |

### Vụ án 4: GIẾT CÔ GÁI NGHIỆN MA TÚY (tập 9-12)
| Diễn viên       | Vai                    | Quan hệ | Diễn viên lồng tiếng |
| Trương Đạt Luân | Dư Trung Kiện (Wilson) | Con trai của Dư Thế Huân Cổ đông của Tập đoàn Hoằng Hạo Thiên Thân chủ của Châu Dịch Phi Hung thủ giết chết Ân Tử Như. | Thành Nhân           |
| Tưởng Gia Mân   | Ân Tử Như (Apple)      | Bạn của Lương Mỹ Na Nạn nhân                                                                                           | Ý Nhi                |
| Hà Ngạo Nhi     | Lương Mỹ Na (Baby)     | Bạn của Ân Tử Như Nạn nhân bị bắt cóc                                                                                  | Minh Hương           |
| Huỳnh Tử Hằng   | Trần Trác Hoa (Benny)  | Bạn thời đại học, sau về làm trợ thủ cho Dư Trung Kiện                                                                 | Thế Thanh            |
| Lỗ Văn Kiệt     | Vương Tụng An          | Nhân viên khách sạn | Huy Hồ               |

### Vụ án 5: GIẾT NGƯỜI, GIẤU XÁC TRONG THÙNG PHI (tập 13-16)
| Diễn viên       | Vai                     | Quan hệ | Diễn viên lồng tiếng |
| Lữ Hi           | Hồ Thế Hằng             | Sinh viên Đại học khoa Công nghệ Thông tin Con trai Hồ Minh Thông và Trịnh Nguyệt Phụng Anh trai Hồ Lạc San Thầm mền Lý Khải Tình Bạn thân của Triệu Kính Bồi Nạn nhân   | Nguyễn Vinh          |
| Trần Vinh Tuấn  | Hồ Minh Thông           | Cha của Hồ Thế Hằng và Hồ Lạc San Chồng của Trịnh Nguyệt Phụng | Thế Thanh            |
| Đinh Chủ Huệ    | Trịnh Nguyệt Phụng      | Mẹ của Hồ Thế Hằng và Hồ Lạc San Vợ của Hồ Minh Thông | Bích Ngọc            |
| Cao Khả Tuệ     | Hồ Lạc San              | Con gái Hồ Minh Thông và Trịnh Nguyệt Phụng Em gái của Hồ Thế Hằng Học sinh trung học                                                                                    | Minh Hương           |
| Mã Quán Đông    | Triệu Kính Bồi (Peter)  | Sinh viên Đại học khoa Công nghệ Thông tin Bạn thân của Hồ Thế Hằng Hung thủ giết chết Hồ Thế Hằng (chỉ vì hiểu lầm là là do Lý Khải Tinh xúi giục Hồ Thế Hằng nói dối). | Thế Thanh            |
| Chu Mẫn Hãn     | Du Tuấn Kiệt (Simon)    | Con trai Du Kiện Bảo Sinh viên Đại học Khoa Y | Thành Nhân           |
| Mã Trại         | Lý Khải Tình (Christy)  | Sinh viên Đại học ngành Vũ đạo Đối tượng thầm mến của Hồ Thế Hằng | Minh Hương           |
| Chu Chí Văn     | Chu Dật Hi (Oscar)      | Anh em song sinh của Chu Tuấn Nguyên Sinh viên Đại học ngành Marketing Làm chung dự án của Hồ Thế Hằng và Triệu Kính Bồi Bạn trai của Kelly                              | Huy Hồ               |
| Chu Chí Khang   | Chu Tuấn Nguyên (Ocean) | Anh em song sinh của Chu Dật Hi Có phát sinh quan hệ với Kelly | Nguyễn Vinh          |
| Đinh Lạc Tư     | Kelly                   | Bạn gái của Chu Dật Hi Có phát sinh quan hệ với Chu Tuấn Nguyên | Tuyết Nương          |
| Trần Miễn Lương | Chú Quý                 | Người làm vườn trong trường Đại học | Huy Hồ               |

### Vụ án 6: ÁN MẠNG Ở CLB THUYỀN ĐỘC MỘC (tập 17-20)
| Diễn viên         | Vai                              | Quan hệ | Diễn viên lồng tiếng |
| Huỳnh Trường Hưng | Hồ Khải Nhân (Alex)              | Thành viên CLB Thuyền độc mộc Chồng của Trương Mỹ Ân Bạn của Phương Thế Vinh và Tăng Tử Hoa Chủ Trung tâm thể hình Hung thủ giết chết: Phương Thế Vinh, Tăng Tử Hoa     | Nguyễn Vinh          |
| Đường Thi Vịnh    | Trương Mỹ Ân (Michelle)          | Huấn luyện viên Yoga Vợ của Hồ Khải Nhân Bạn của Phương Thế Vinh và Tăng Tử Hoa Thành viên CLB Thuyền độc mộc Hung thủ giết chết: Tâng Tử Hoa                           | Minh Hương           |
| Cao Quân Hiền     | Tăng Tử Hoa (Bowie)              | Bạn của Phương Thế Vinh và Hồ Khải Nhân Thành viên CLB Thuyền độc mộc Huấn luyện viên Thể hình Chồng của Vương Thái Phụng Nạn nhân                                      | Thế Thanh            |
| Chu Gia Uý        | Vương Thái Phụng (Cindy)         | Vợ của Tăng Tử Hoa Nạn nhân | Tuyết Nương          |
| Trần Vĩ Hồng      | Phương Thế Vinh (Jay)            | Em trai của Phương Thế Hữu Con trai của Đàm Mỹ Chi Anh trai của Phương Thế Hân Bạn của Hồ Khải Nhân, Trương Mỹ Ân và Tăng Tử Hoa Thành viên CLB Thuyền độc mộc Nạn nhân | Huy Hồ               |
| Lý Lệ Lệ          | Đàm Mỹ Chi                       | Mẹ của Phương Thế Hữu, Phương Thế Vinh, Phương Thế Hân | Ý Nhi                |
| Lý Tú Di          | Phương Thế Hân (Jenny)           | Em gái của Phương Thế Hữu, Phương Thế Vinh Con gái của Đàm Mỹ Chi | Bích Ngọc            |
| Du Tử Minh        | Ông chủ tiệm chế tác Giải thưởng | | Huy Hồ               |

### Vụ án 7: TIN NHẮN ĐE DỌA (tập 21-22)
| Diễn viên      | Vai                       | Quan hệ                                                      | Diễn viên lồng tiếng |
| Tào Vĩnh Liêm  | Cảnh Thiên Thành          | Giáo sư Vật lý học Bạn cũ của Bố Quốc Đống                   | Thế Thanh            |
| Hoàng Văn Tiêu | Lão Ngưu                  | Phục vụ trong tiệm cà ri nạm bò                              | Thế Thanh            |
| Tăng Kiện Minh | Ông chủ tiệm cà ri nạm bò |                                                              | Nguyễn Vinh          |
| Lý Mỹ Tuệ      | Châu Xảo Nhi              | Nhân viên tiệm hoa MEI FLOWER Người đã đe dọa Chung Học Tâm. | Ý Nhi                |

### Vụ án 8: DI CHÚC THẬT GIẢ (tập 21-22)
| Diễn viên    | Vai           | Quan hệ                                  | Diễn viên lồng tiếng |
| Diệp Vĩ      | Dương Tái Cẩm | Con trai của Hướng Kim Thường (bà Hướng) | Thế Thanh            |
| Ngụy Huệ Văn | Chú Lâm       | Chuyên gia chứng nghiệm Bút tích         | Thế Thanh            |
| Lê Tú Anh    | Bà Trương     | Vợ của nhân chứng bản di chúc            | Bích Ngọc            |
| Hạ Văn Kiệt  | Trần Sinh     | Nhân viên Pháp luật Hành chính           | Huy Hồ               |

### Vụ án 9: SÓNG GIÓ GIA TỘC (tập 21-25)
| Diễn viên       | Vai                    | Quan hệ | Diễn viên lồng tiếng |
| Hồ Phong        | Tiền Căn (Howard)      | Phú hào, kinh doanh chuỗi cửa hàng hải vị Chồng của Diêu Lệ Băng Ông ngoại của Lý Triển Phong Ba của Tiền Mậu Anh, Tiền Mậu Lâm, Tiền Mậu Sâm Ba vợ của Trương Cẩn Minh | Huy Hồ               |
| Đàm Tiểu Hoàn   | Diêu Lệ Băng (Bonnie)  | Y tá Vợ của Tiền Căn Nạn nhân | Bích Ngọc            |
| Trịnh Tử Thành  | Tiền Mậu Lâm (Hilbert) | Con trai thứ 2 của Tiền Căn Em trai của Tiền Mậu Anh Anh trai của Tiền Mậu Sâm Cậu của Lý Triển Phong                                                                   | Thành Nhân           |
| Quách Thiếu Vân | Tiền Mậu Sâm (Elaine)  | Con gái út của Tiền Căn Em gái của Tiền Mậu Anh và Tiền Mậu Lâm Dì của Lý Triển Phong Vợ của Trương Cẩn Minh                                                            | Tuyết Nương          |
| Hồ Khởi Nam     | Trương Cẩn Minh (Paul) | Chồng của Tiền Mậu Sâm Con rể của Tiền Căn Dượng của Lý Triển Phong Nạn nhân                                                                                            | Nguyễn Vinh          |
| Dương Chứng Hoa | Quách Tinh Trung       | Quản gia Tiền gia Hung thủ giết chết Diệu Lệ Băng và Trưởng Cẩn Minh.                                                                                                   | Nguyễn Vinh          |
| Cổ Minh Hoa     | Bang chủ               | Tên ăn xin | Thế Thanh            |

### Vụ án 10: ÁN MẠNG TẠI PHÒNG TRƯNG BÀY (tập 26-28)
| Diễn viên       | Vai                   | Quan hệ | Diễn viên lồng tiếng |
| Hà Ỷ Vân        | Thôi Ân Nguyệt (Moon) | Giám đốc kinh doanh Công ty đồ chơi Cấp dưới và tình nhân của Trần Hoa Cường Cấp trên của Tăng Lệ Thuyền, Triệu Quốc Tài, Katy Trương Nạn nhân | Ý Nhi                |
| Ngải Uy         | Trần Hoa Cường        | Ông chủ Công ty đồ chơi Cấp trên và tình nhân của Thôi Ân Nguyệt                                                                               | Thành Nhân           |
| Tăng Tuệ Vânt   | Tăng Lệ Thuyền        | Trợ lý của Thôi Ân Nguyệt Hung thủ giết chết Thôi Ân Nguyệt.                                                                                   | Tuyết Nương          |
| Dương Hồng Tuấn | Triệu Quốc Tài        | Nhân viên Công ty đồ chơi | Huy Hồ               |
| La Hạo Giai     | Mã Tuấn Bình          | Quản lý tòa nhà Có tranh chấp với Thôi Ân Nguyệt                                                                                               | Huy Hồ               |
| Sầm Bảo Nhi     | Katy Trương           | Nhân viên Công ty đồ chơi Có gian díu với Trần Hoa Cường                                                                                       | Minh Hương           |
| Trịnh Thế Hào   | Sam Lý                | Nhân viên Công ty Đồ chơi | Thế Thanh            |

### Vụ án 11: SÁT THỦ LIÊN HOÀN - ÁC MỘNG 30 NĂM (tập 26-30)
| Diễn viên          | Vai             | Quan hệ | Diễn viên lồng tiếng  |
| Chung Chí Quang    | Đàm Thành Dũng  | Giết Chung Chí Bang trong vụ án diệt môn 30 năm trước Người nhờ Châu Dịch Phi viết chuyên mục để khai quật lại vụ án của mình | Thế Thanh             |
| Trần Niệm Quân     | Phùng Hiểu Tịnh | Mẹ của Chung Học Tâm Vợ của Chung Chí Bang Con dâu của Chung Bác Sử Nạn nhân | Tuyết Nương/Bích Ngọc |
| Dương Thụy Lân     | Chung Chí Bang  | Cha của Chung Học Tâm Chồng của Phùng Hiểu Tịnh Con trai của Chung Bác Sử Nạn nhân | Huy Hồ                |
| La Lạc Lâm         | Triệu Đại Long  | Cư dân của Đại Điền Áo, Nguyên Lãng Chồng của Trần Văn Quyên Cha nuôi của Triệu Quý Đức Cha của Triệu Quốc Trí Hung thủ giết chết Phùng Hiểu Thịnh, Trần Văn Quyên. Tấn công bà Lương Thúy Nhàn.                                                                    | Huy Hồ                |
| Triệu Mẫn Thông    | Triệu Quốc Trí  | Con trai của Triệu Đại Long và Trần Văn Quyên Phó tổng biên tập Tòa soạn Cấp trên của Châu Dịch Phi tại tòa soạn Bé trai bị người phụ nữ sơn móng tay màu trắng la mắng (Quá khứ: 7-8 tuổi) Hung thủ giết chết Châu Dịch Phi. Bắt cóc: Bố Quốc Đống + Chung Học Tâm | Nguyễn Vinh           |
| Lý Gia             | Triệu Quý Đức   | Con nuôi của Triệu Đại Long Bị thiểu năng trí tuệ Cha mẹ mất sớm, do bà nội nuôi dưỡng 12 tuổi theo Triệu Đại Long học nghề thợ xây, họ thân thiết giống như hai cha con.                                                                                           | Thế Thanh             |
| Phan Phưong Phưong |                 | Mẹ kế của Triệu Đại Long | Ý Nhi                 |
| Mã Đề Lộ           | Trần Văn Quyên  | Vợ của Triệu Đại Long Mẹ của Triệu Quốc Trí Nạn nhân | Bích Ngọc             |
| Hàn Dục Hà         | Lương Thúy Nhàn | Vợ của Chu Tiên Sinh Nạn nhân bị tấn công | Ý Nhi                 |
| Lương Kiện Bình    | Chu Tiên Sinh   | Chồng của Lương Thúy Nhàn | Thế Thanh             |